# Kärntner Stock
Beim Kärntner Stock handelt es sich um eine Sonderform des Eisstocks.
Er wird, wie der Name verrät, hauptsächlich im österreichischen Bundesland Kärnten verwendet, und unterscheidet sich vom Eisstock darin, dass er trotz des geringeren Durchmessers (ca. 20 cm) ein höheres Gewicht (ca. 5,1 kg) aufweist. Darüber hinaus wird beim Kärntner Stock anstelle planer Gummilaufsohlen eine Holzplatte verwendet, in der Gumminoppen unterschiedlicher Härte eingesetzt werden.
Bei modernen Stöcken gibt es aber auch Metall- und Kunststoff-Laufplatten. 